# Lorcha (navire)
Pour les articles homonymes, voir Lorcha.

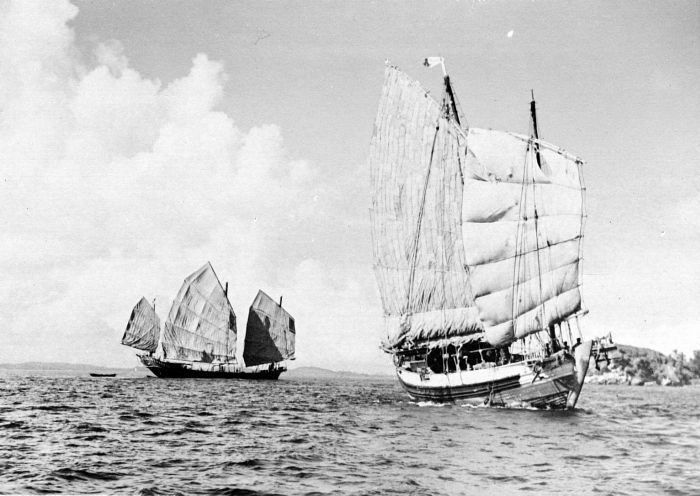
Une Jonque (à gauche) et un lorcha (à droite) en 1936 près de l'île de Sambu, Indonésie.

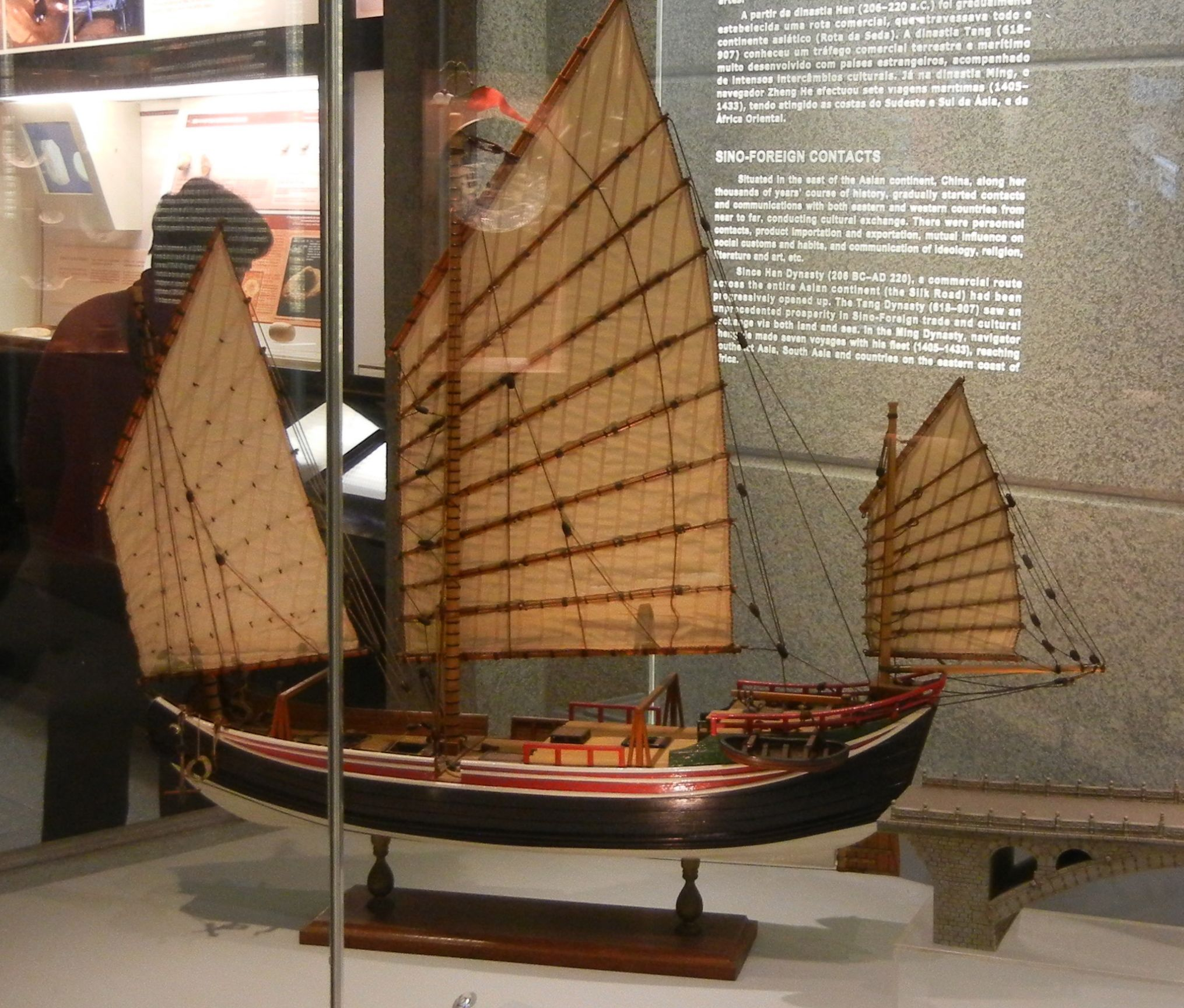
Modèle de lorcha dans le Musée de Macao, 2011

Un lorcha est un type de navire à voile portant un gréement de jonque sur une coque de style Européen. En raison de sa coque, le bateau est plus rapide et peut transporter plus de marchandises qu'une jonque classique. L'avantage du gréement de jonque était sa facilité de manipulation (permettant la navigation avec un équipage minime) ainsi que son coût de fabrication relativement faible. En raison de sa simplicité, ce type de gréement était aussi plus facile et moins cher à réparer.

## Histoire
Les premiers Lorchas furent développés autour de 1550 à Macao, puis dans les territoires coloniaux portugais en Chine. Ce type de bateau hybride était plus rapide que les bateaux traditionnellements utilisés par les pirates et il commença à être utilisé par les commerçants Britanniques après la Première Guerre de l'Opium.
Le Vũng Tàu naufrage est un lorcha qui coula près des îles Côn Đảo et a été daté d'environ 1690.
Un type de lorcha léger fut utilisé à Bangkok pour transporter du riz jusqu'aux navires stationnés en mer par-dessus les barres de la Rivière Chao Phraya.
L'arrestation du lorcha Arrow au cours de l'Incident de l'arrow en octobre 1856, servit de casus belli au déclenchement de la seconde guerre de l'opium par les empires coloniaux britanniques et les français.